# 東方大白鷺
東方大白鷺（學名：Ardea alba modesta）是來自蒼鷺屬屬的一種鷺，通常被認為是大白鷺（A. alba）的亞種。在紐西蘭，它被稱為白鷺或以其毛利語名字kōtuku。它於1831年由英國鳥類學家約翰·愛德華·格雷首次描述。

## 分類
這個物種最初於1831年由格雷描述為“印度的純白鷺”，Ardea modesta，但後來一般被認為是 Ardea alba 的同物異名，從1861年埃爾曼(Ellman)到1979年彼得斯(Peters)名錄都是如此。 它於1990年由Sibley和Monroe再次提升為物種地位， 並在2005年的鷺類修訂中得到支持。 它有時仍被認為是大白鷺的亞種。Ardea alba.

## 描述
東方大白鷺身長83—103（33—41英寸），體重0.7—1.2（1磅9盎司—2磅10盎司），是一種全身白色的巨大鷺。在繁殖季節其喙為黑色，其他時候為黃色， 其長腿為紅色或黑色。繁殖季節臉部裸露部位的顏色會變成綠色。 繁殖羽毛還有長長的頸部羽毛和綠色的臉部區域。 東方大白鷺與亞洲和澳洲的其他白鷺和蒼鷺的區別，在於其脖子很長，是其身體長度的一倍半。

## 分佈與棲地
東方大白鷺廣泛分佈於亞洲和大洋洲，繁殖種群分佈在澳洲、孟加拉、中國、尼泊爾、印度、印度支那、印尼、日本、韓國、緬甸、紐西蘭（在懷唐基羅托自然保護區）、巴基斯坦、巴布亞新幾內亞、菲律賓（三寶顏）、俄羅斯（東北部）、所羅門群島、斯里蘭卡、泰國和台灣。
大白鷺在澳洲各地皆有繁殖，但在大陸西南部或乾燥內陸地區很少見。 澳大利亞最大的繁殖群落在北領地頂端地區和康乃爾草原，可以有數千對。澳大利亞東南部的群落可以有數百對。 這種鳥是塔斯馬尼亞秋冬季節的罕見訪客。

## 行為

### 覓食
食物包括魚、青蛙、小型爬行動物、小型鳥類和囓齒動物等脊椎動物，以及昆蟲、甲殼動物和軟體動物等無脊椎動物。東方大白鷺通過在淺水中涉水或靜止不動，用喙“刺”獵物來捕食。

### 繁殖
東方大白鷺經常與其他鷺類、白鷺、鸕鶿、琵鷺和朱鷺一起在群落中繁殖。每年撫育一窩雛鳥，雖然在澳洲的繁殖季節各不相同。在該國北部，繁殖季節為3月至5月，在南部和中部昆士蘭為12月至1月，在南部為10月至12月。築巢於樹頂高度20（66英尺）或更高的地方，形狀是一個平坦的寬平台，由乾燥的樹枝和枝幹構成，中央有一個淺盆用於放置蛋和雛鳥。巢中通常有兩到六顆淡藍綠色的卵，三到四顆是最常見的數量。卵為橢圓形，大小約52乘36（2乘13⁄8英寸）。

## 狀態
這個亞種在澳洲受1974年國家公園和野生動物法保護。在紐西蘭，白鷺瀕臨滅絕，僅在懷唐基羅托自然保護區有一個繁殖地點。在2023年，保護區內有56對kōtuku繁殖，這比近幾年有所增加。這一增加主要歸功於保護區周圍的捕食者控制措施的效果。 kōtuku 在這個地點與 kōtuku ngutupapa 或皇家琵鷺共存。當伊麗莎白二世於1953年至1954年訪問紐西蘭時，她被比作 kōtuku——對稀有和尊貴訪客的讚美。 鷺類還出現在紐西蘭幣2元硬幣的背面。

## 圖庫

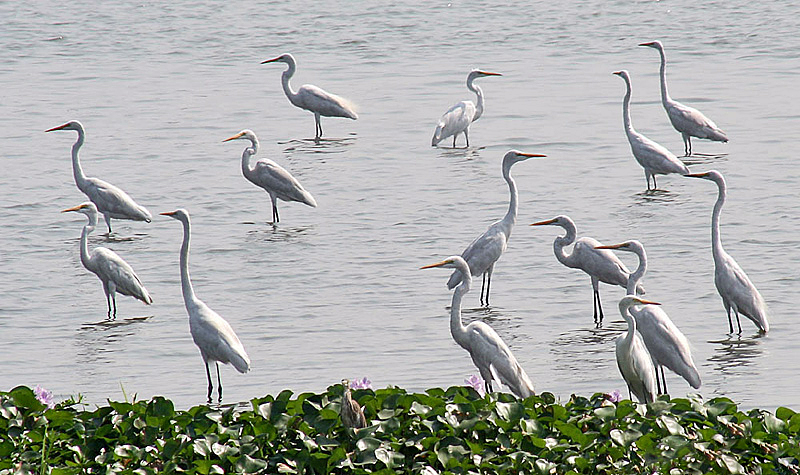
鳥群, 攝於 加爾各答、西孟加拉邦、印度
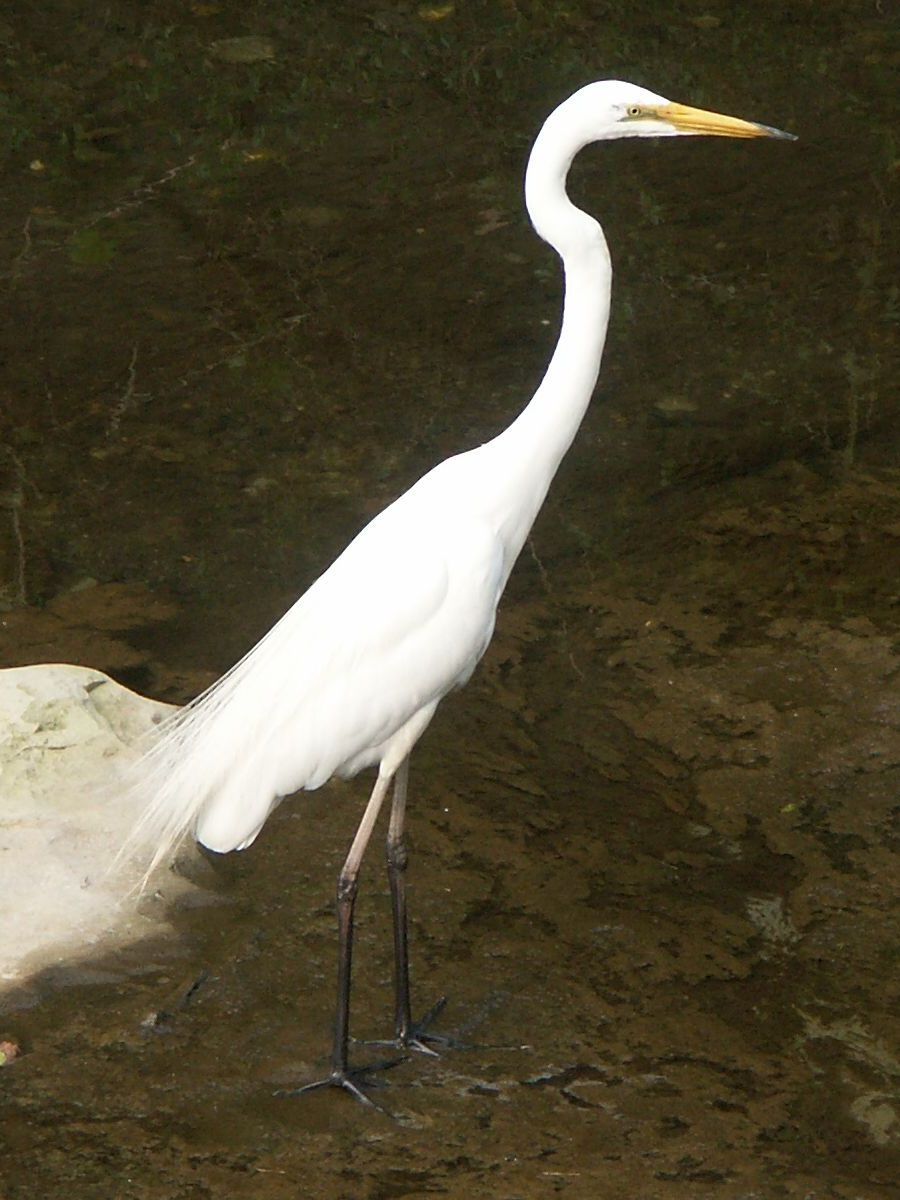
非繁殖羽, 日本
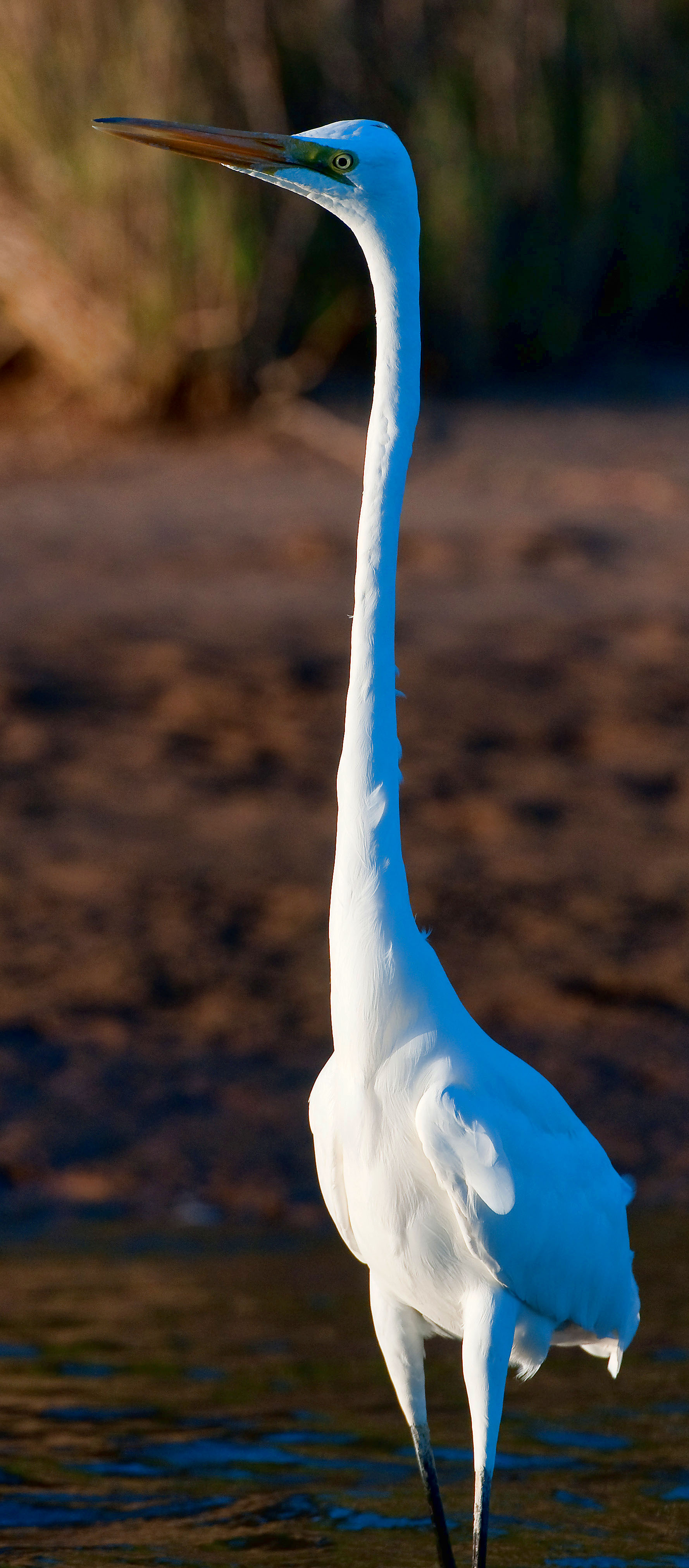
伸展脖子的大白鷺
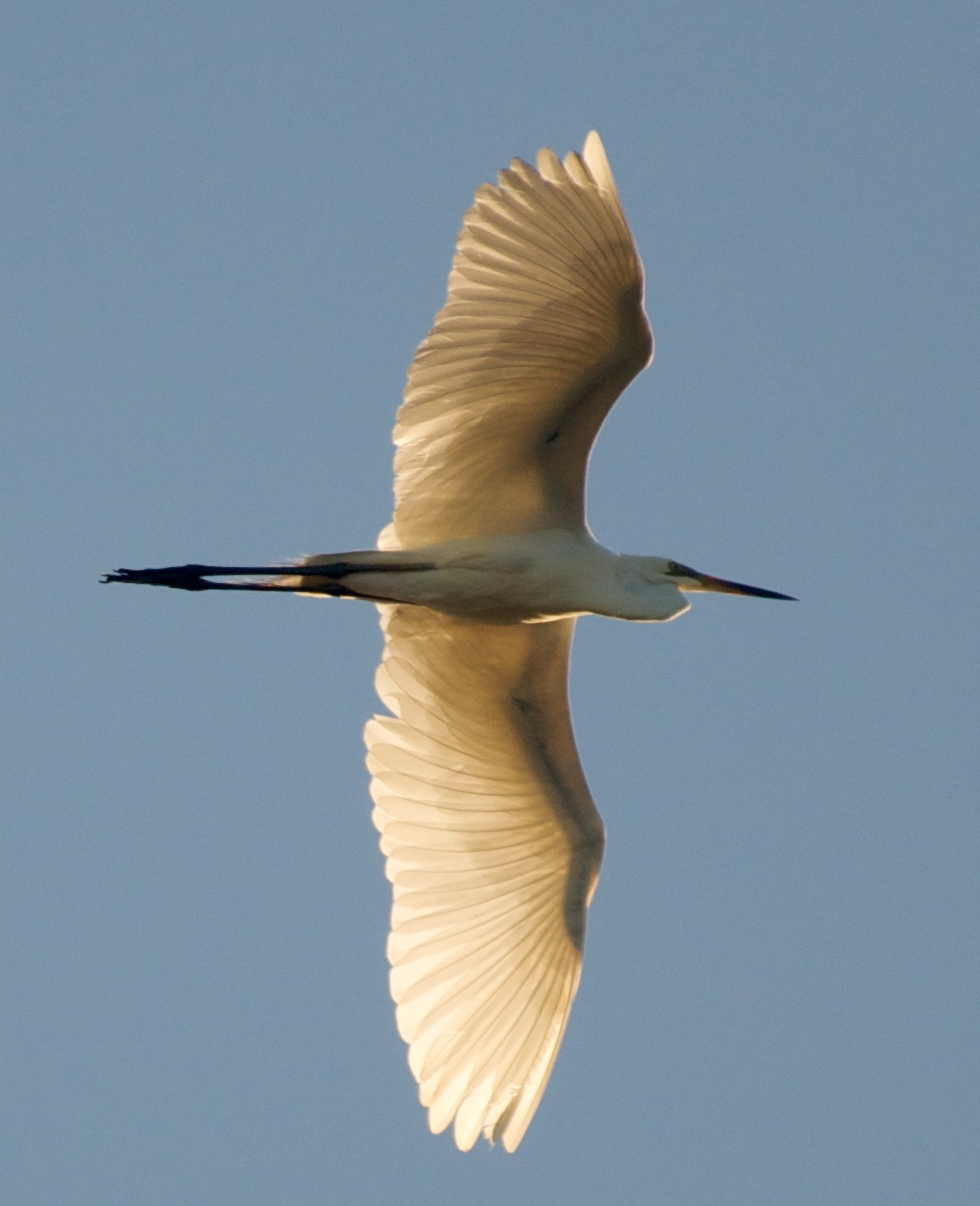
飛行中的大白鷺蒙格湖, 伯斯, 西澳大利亞
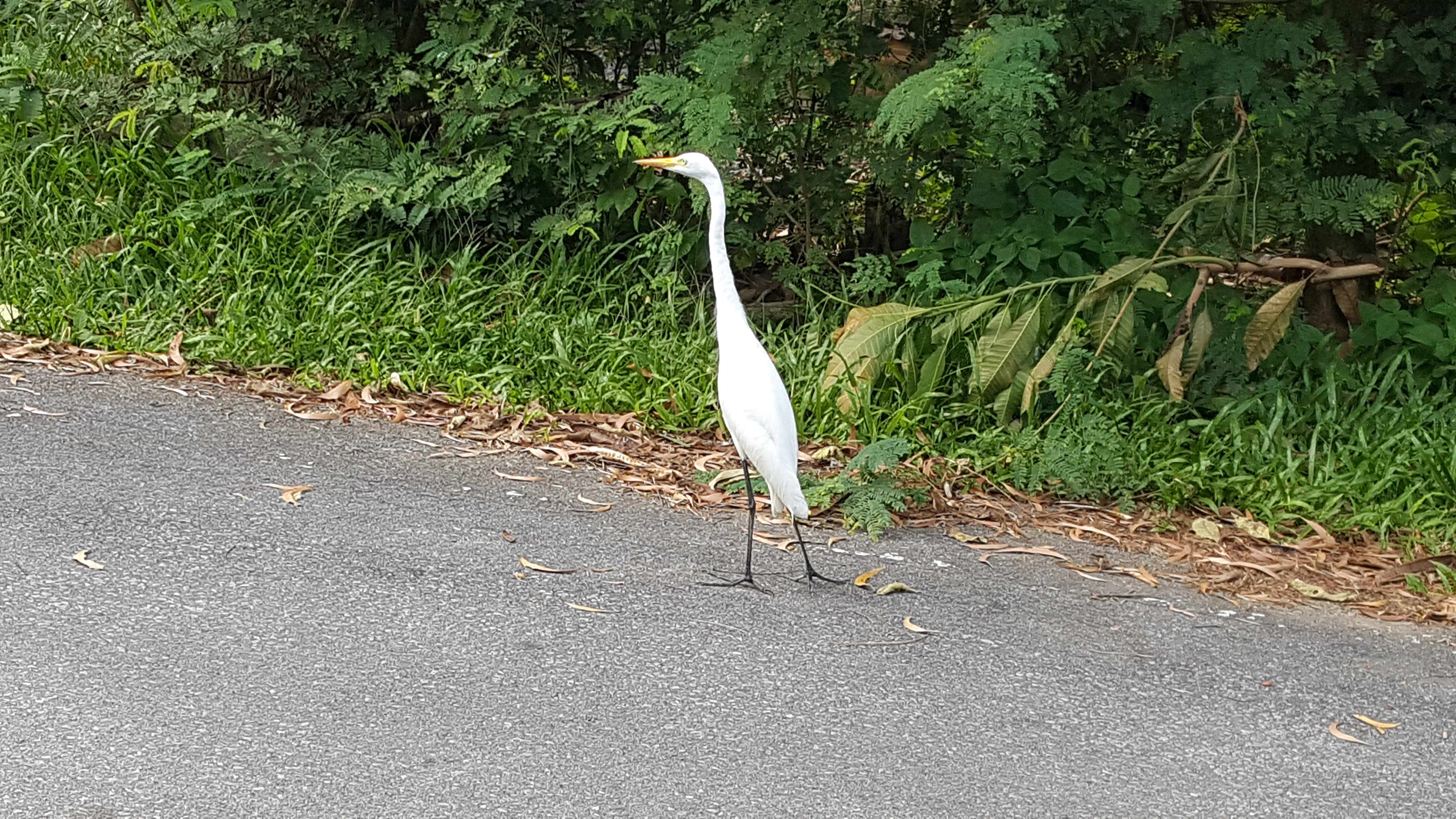
非繁殖羽, 泰國
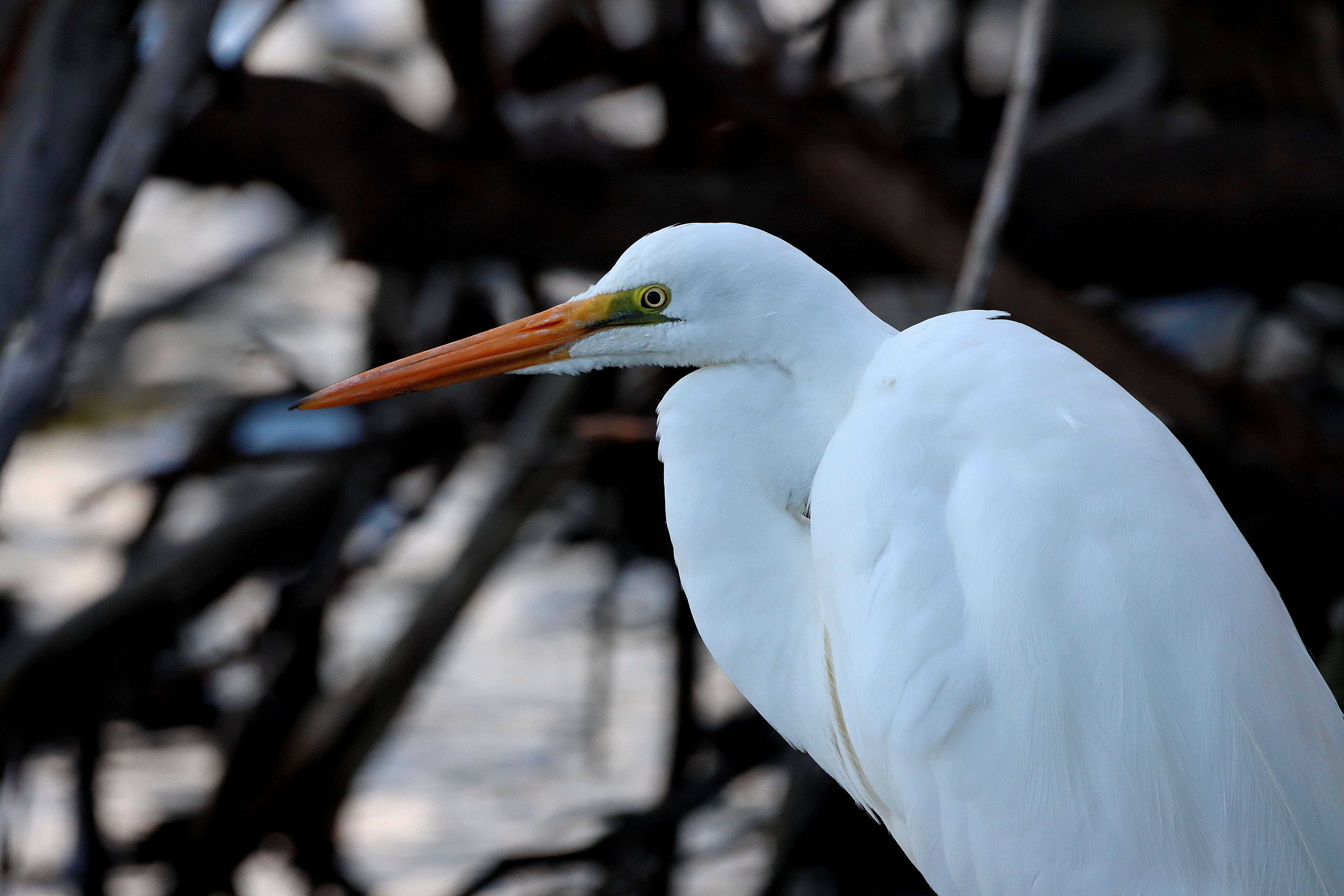
攝於紐西蘭懷卡尼潟湖

## 外部鏈結
- Seven Sharp profile of the kōtuku breeding colony, Westland, New Zealand 9 October 2023 （页面存档备份，存于）